# Constantin Anastasiade
Constantin Anastasiade (2. svibnja 1861. – Bukurešt, 1939.) je bio rumunjski general i vojni zapovjednik. Tijekom Prvog svjetskog rata zapovijedao je 16. i 4. divizijom.

## Vojna karijera
Constantin Anastasiade je rođen 2. svibnja 1861. godine. Vojnu naobrazbu započinje 1881. godine pohađanjem Vojne škole za pješaštvo i konjaništvo u Bukureštu koju završava 1883. godine. Čin poručnika dostiže 1886. godine, u čin satnika promaknut je 1892. godine, dok je u čin bojnika unaprijeđen 1897. godine. Godine 1907. promaknut u čin potpukovnika, dok čin pukovnika dostiže 1910. godine. Pohađa i Ratnu školu u Bukureštu. Tijekom 1913. sudjeluje u Drugom balkanskom ratu. Godine 1915. promaknut je u čin brigadnog generala. Tijekom vojne karijere obnaša dužnost načelnika stožera III. korpusa, te načelnika odjela pješaštva pri ministarstvu rata.

## Prvi svjetski rat
Nakon ulaska Rumunjske u rat na strani Antante Anastasiade je imenovan zapovjednikom 16. divizije. Navedenom divizijom zapovijeda do sredine listopada 1916. kada od Constantina Costescua preuzima zapovjedništvo nad 4. divizijom. Četvrtom divizijom zapovijeda svega tjedan dana.
Preminuo je 1939. godine u 78. godini života u Bukureštu.